# كيفن ماكدونالد
كيفن ماكدونالد (بالإنجليزية: Kevin MacDonald)‏ (22 نوفمبر 1960 بإنفرنيس في المملكة المتحدة - ) هو مدرب كرة قدم ولاعب كرة قدم بريطاني في مركز الوسط. لعب مع كارديف سيتي وكوفنتري سيتي وليستر سيتي ونادي رينجرز ونادي ليفربول ونادي والسول.

## وصلات خارجية
- كيفن ماكدونالد على موقع الاتحاد الأوربي (الإنجليزية)
- كيفن ماكدونالد على موقع قاعدة بيانات كرة القدم.إي يو (الإنجليزية)
- كيفن ماكدونالد على موقع Soccerbase.com (لاعب) (الإنجليزية)
- كيفن ماكدونالد على موقع Soccerbase.com (مدرب) (الإنجليزية)